# 回声定位

蝙蝠发出的超声波信号，以及附近物体所產生的回声

回声定位是一些动物所使用的生物声纳。一些动物会向周圍环境发出聲波，這些聲波遇到物體就會反射。由於不同物體的位置不同，因而動物收到反射回來的聲波的時間也不同。動物就利用这些反射回的聲波对物体进行定位和识别。
能使用回声定位的动物包括勞亞獸總目、一些蝙蝠、齿鲸以及海豚。 